# Heart and Soul (1917)

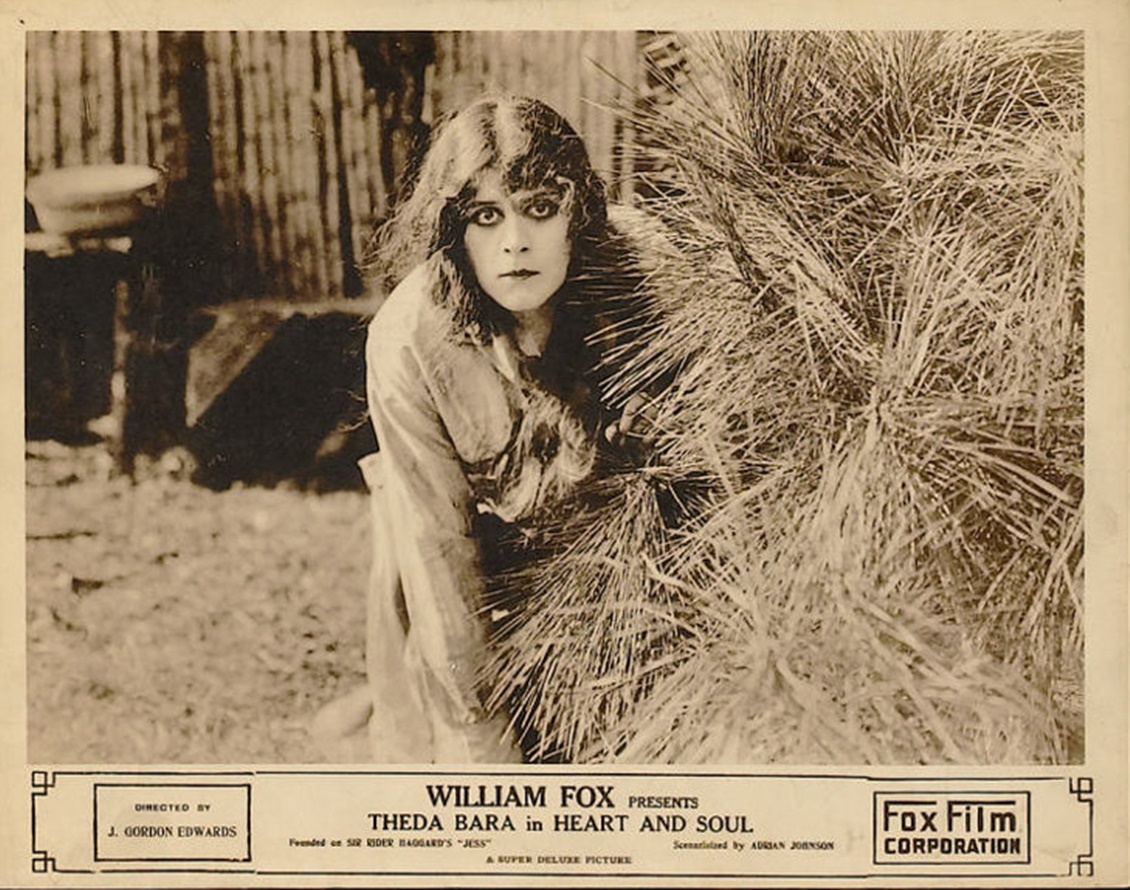
Theda Bara em Heart and Soul (1917)

Heart and Soul é um filme de drama mudo norte-americano de 1917, dirigido por J. Gordon Edwards e estrelado por Theda Bara. É baseado no romance Jess de 1887, pelo autor Henry Rider Haggard e foi filmado no Fox Studios em Fort Lee, Nova Jérsei.

## Elenco
- Theda Bara como Jess
- Edwin Holt como John Croft
- Claire Whitney como Bess
- Walter Law como Drummond
- Harry Hilliard como John Neil
- Glen White como Pedro
- Alice Gale como Mammy
- John Webb Dillon como Sancho
- Margaret Laird

## Status de preservação
O filme atualmente é considerado perdido.